# Río de Oro

Karte von Spanisch-Sahara mit der Provinz Río de Oro

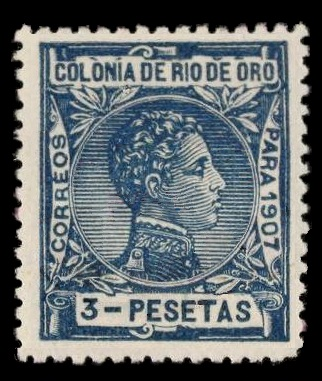
Von 1905 bis 1924 bildete Río de Oro ein Postgebiet mit eigenen Briefmarkenausgaben. Briefmarke zu 3 Peseta mit dem Porträt von König Alfons XIII. aus dem Jahr 1907

Río de Oro war die südliche der beiden Provinzen der ehemaligen spanischen Kolonie Spanisch-Sahara. Zusammen mit der nördlichen Provinz Saguia el Hamra ist sie heute Teil des größtenteils von Marokko verwalteten Territoriums Westsahara. Der mit „Goldfluss“ zu übersetzende Name bezeichnete ursprünglich die Mündung eines Trockenflussbettes (Wadi), die eine Bucht zwischen dem afrikanischen Festland und einer Halbinsel bildet, auf der die zu spanischen Zeiten Villa Cisneros genannte Provinzhauptstadt Ad-Dakhla gelegen ist.
Die Gesamtfläche betrug 184.000 km². 
Im Jahr 1975 zog Spanien seine Truppen ab und übergab seinen Kolonialbesitz an die südlichen und nördlichen Nachbarländer, Marokko und Mauretanien.
Der 26. Breitengrad bildete die Nordgrenze und durch das Territorium verläuft der Wendekreis des Krebses. Die Südgrenze begann am Cabo Blanco, das eine Halbinsel bildet, auf der sich der zweitwichtigste Ort La Gouira befindet. Diese Halbinsel wurde von Mauretanien weiter besetzt, obwohl es sich aus dem übrigen Gebiet zurückzog, das es vor seiner Anerkennung des neu gegründeten Staates Demokratische Arabische Republik Sahara zwischen 1976 und 1979 von Spanien übernommen hatte.
Die Grenze zwischen den von Mauretanien und Marokko verwalteten Zonen der früheren spanischen Kolonien stellte eine Linie dar, die im Küstenbereich nördlich von Villa Cisneros oder Dakhla bei 24° nördlicher Breite begann und im Osten bis zur mauretanischen Grenze auf der Höhe des 23. Breitengrades verlief.
Der ursprüngliche Name Rio do Ouro geht auf portugiesische Kaufleute zurück, die 1442 ihre Waren gegen Goldstaub eintauschten und deshalb glaubten, hier an der Mündung des im 14. Jahrhundert in Europa bekanntgewordenen goldreichen Staates Mali unter Mansa Musa zu sein, obwohl dort nie Gold gefunden wurde, sondern erst weiter südlich in Akjoujt und im Goldland der Wangara südlich des Niger. Einige historische Landkarten – so eine aus dem Jahre 1529 von Diego Ribera – weisen einen Flusslauf vom Herzen Schwarzafrikas bis zum Atlantik aus, während neuere Karten ein viel kürzeres Flussbett zeigen, das im Golf des Wadi Megeta Mersug ausläuft, obwohl eine spanische Regierungsexpedition bereits 1886 zu dem Schluss kam, dass es keinerlei Fluss gebe. Als Ursache für den Irrtum kann die lange und enge Golfform gelten, durch die erste Entdecker ihn für eine Flussmündung hielten.